# Ula fungicola
Ula fungicola är en tvåvingeart som beskrevs av Nobuchi 1954. Ula fungicola ingår i släktet Ula och familjen hårögonharkrankar. Inga underarter finns listade i Catalogue of Life.